# 山ノ内町立蟻川図書館
山ノ内町立蟻川図書館（やまのうちちょうりつありかわとしょかん）は長野県下高井郡山ノ内町の町立図書館。

## 概要
当町出身の衆議院議員蟻川五郎作の子息・蟻川浩雄の寄付により、1992年6月23日に開館。
蟻川の寄贈による「蟻川文庫」は和書・漢書約5867冊、当町出身の教育者・長島亀之助の寄贈による「長島文庫」は約3809冊からなる。

## 建物構造
- 所在地 : 〒381-0401 長野県下高井郡山ノ内町平穏4009番地1
- 構造 : 鉄筋コンクリート構造2階建て[3]
- 敷地面積　990.074m2[3]
- 延床面積　494.23m2[3]

## 利用情報
- 開館時間 - 火曜日から日曜日 9:00 - 18:00
- 休館日 - 毎月曜日、祝日、蔵書点検期間（6月に10日間）、年末年始